# SOKO Leipzig/Staffel 21
Die einundzwanzigste Staffel der deutschen Krimiserie SOKO Leipzig umfasst 22 Episoden und feierte ihre Premiere am 28. August 2020 im ZDF. Das Finale wurde am 5. März 2021 gesendet. Alle Episoden wurden eine Woche vor TV-Ausstrahlung in der ZDFmediathek veröffentlicht.
Die Episoden der Staffel wurden auf dem freitäglichen 21:15-Uhr-Sendeplatz erstausgestrahlt.

## Darsteller
| Rollenname                               | Schauspieler      | Episoden |
| ---------------------------------------- | ----------------- | -------- |
| Kriminalhauptkommissarin Ina Zimmermann  | Melanie Marschke  | 21       |
| Kriminaloberkommissar Jan Maybach        | Marco Girnth      | 21       |
| Kriminalkommissar Tom Kowalski           | Steffen Schroeder | 14       |
| Kriminalkommissarin Kim Nowak            | Amy Mußul         | 22       |
| Rechtsmedizinerin Prof. Dr. Sabine Rossi | Anna Stieblich    | 18       |
| Laborant Lorenz Rettig                   | Daniel Steiner    | 16       |
| Staatsanwalt Dr. Alexander Binz          | Michael Rotschopf | 5        |
| Kriminalhauptkommissarin Dagmar Schnee   | Petra Kleinert    | 2        |
| Monja Nowak                              | Carina Wiese      | 4        |
| Dr. Yasim Anwar                          | Bijan Zamani      | 3        |
| Paul Zimmermann                          | Peter Laser       | 3        |
| Charlotte Maybach                        | Clara Veihelmann  | 3        |
| Leni Maybach                             | Caroline Scholze  | 2        |
| Benni Maybach                            | Maximilian Klas   | 1        |

## Episoden
| Nr. (ges.) | Nr. (St.) | Originaltitel             | Erstausstrahlung D | Regie              | Drehbuch                                    | Zuschauer | Prod. code |
| --- | --------- | ------------------------- | ------------------ | ------------------ | ------------------------------------------- | --------- | ---------- |
| 380 | 1         | Kenny                     | 28. Aug. 2020      | Oren Schmuckler    | Ulf Tschauder, Susanne Wiegand              | 5,02 Mio. | 417        |
| Als der 15-jährige Joscha Wieden beim Angeln eine Leiche entdeckt, wird schnell klar, dass es sich dabei um seinen seit sechs Jahren vermissten Freund Kenny Oertel handelt. Gemeinsam mit Kollegin Dagmar Schnee von der Sitte wird der alte Fall wieder neu aufgerollt. Dabei gerät Florentine Bergmann, die damalige Betreuerin von Kenny, ins Visier. Privat macht sich Kommissarin Ina Zimmermann um einen anderen Teenager sorgen: Ihr Sohn Paul wirkt verschlossen und hängt ständig am Handy. Gastdarsteller: Katrin Bühring als Stefanie Oertel, Tessa Mittelstaedt als Klara Wieden, Matthias Schloo als Markus Wieden, Louie Betton als Joscha Wieden, Leon Seidel als Kenny Oertel, Christin Heim als Florentine Bergmann, Maximilian Brauer als Joscha Wieden (jung) |           |                           |                    |                    |                                             |           |            |
| 381 | 2         | Unvergessen               | 4. Sep. 2020       | Oren Schmuckler    | Wiebke Jaspersen, Wolf-R. Kuhl              | 4,99 Mio. | 418        |
| Ina Zimmermanns Sohn Paul und seine Freundin Sarah sind am See unterwegs, wo sie die Leiche eines Mannes entdecken. Der Tote hat Kampfspuren an seinem Körper. Zu Beginn wird in der Familie des Toten ermittelt. Doch als die Ermittler herausfinden, dass der Sohn des Toten, Simon, in der DDR zwangsadoptiert wurde, rücken nun auch zwei weitere Personen in den Fokus der Ermittlungen. Zum einen Simons Therapeut Dr. Krüger und zum anderen Katrin Rust, eine Frau, sie seit vielen Jahren ihren verlorenen Sohn sucht. Währenddessen kommt es bei Familie Zimmermann zu Konflikten, da Pauls Freundin Sarah schwanger ist und die beiden vor schweren Entscheidungen stehen. Gastdarsteller: Nadja Engel als Luise Beckmann, Jonathan Müller als Simon Beckmann, Naomi Krauss als Katrin Rust, Rainer Will als Dr. Krüger, Lydia Maria Makrides als Sarah Roth, Jürgen F. Schmid als Thomas Beckmann |           |                           |                    |                    |                                             |           |            |
| 382 | 3         | Die Verwechslung          | 11. Sep. 2020      | Oren Schmuckler    | Axel Hildebrand                             | 4,37 Mio. | 419        |
| Sabrina Rückert, die beim Logistikunternehmer Holger Becker jobbt, kommt eines Abends nicht vom Babysitting nach Hause. Als es eine Lösegeldforderung gibt, wird klar, dass sie entführt wurde. Der Entführer verlangt 500 000 Euro, da er denkt, sie sei Beckers Tochter. Die Ermittler kommen allerdings nicht weiter, da Becker viele Feinde hat. Doch dann fällt der Fokus auf die neue Freundin Beckers. Die Situation bei Familie Zimmermann wurde noch nicht entschärft: Paul will die Verantwortung für das Kind übernehmen, doch seine Freundin Sarah denkt über einen Schwangerschaftsabbruch nach. Gastdarsteller: Anita Vulesica als Jutta Rückert, Frank Leo Schröder als Holger Becker, Caroline Hartig als Johanna Becker, Catherine Bode als Marlene Bosch, Amelie Hennig als Sabrina Rückert, Maximilian Pekrul als Christian Nottke, Jörg Malchow als Ulf Burmeister |           |                           |                    |                    |                                             |           |            |
| 383 | 4         | Die Falle                 | 25. Sep. 2020      | Maris Pfeiffer     | Felicitas Korn                              | 4,14 Mio. | 397        |
| Die Ermittler finden den Schüler Julian Becker tot im Treppenhaus seiner Schule auf. Verletzungen deuten auf einen Kampf hin, wodurch er vermutlich die Treppe herunter stürzte. Eine erste Spur führt zu seiner Lehrerin Stephanie Adler. Mit ihr hatte der Tote scheinbar eine Affäre. Ebenso verdächtig ist Lisa Koch, die Ex-Freundin des Toten. Auch Torsten Adler, der Ehemann von Stephanie Adler, steht unter Verdacht. Vielleicht hat er die heimliche Beziehung zwischen dem Toten und seiner Frau aufgedeckt. Doch dann erfährt Kommissarin Kim Nowak von einer Erpressung, wodurch alles im neuen Licht erscheint. Gastdarsteller: Anna Unterberger als Stephanie Adler, Ruby O. Fee als Lisa Koch, Niels Bormann als Torsten Adler, Carolin Garnier als Sonja Schaller, Sammy Scheuritzel als Julian Becker |           |                           |                    |                    |                                             |           |            |
| 384 | 5         | Albtraum für Rossi        | 2. Okt. 2020       | Robert del Maestro | Jeanet Pfitzer, Frank Koopmann, Roland Heep | 4,30 Mio. | 404        |
| Im Leipziger Friedenspark wird die Leiche der jungen Studentin Angela Effner tot aufgefunden. Prof. Rossi meint, das Opfer zu kennen. Tatsächlich hat sie recht, die Tote war Medizinstudentin in Rossis Pathologie-Seminar. Prof. Rossi sieht die Tote immer häufiger als Halluzinationen. Schließlich findet sie eine Nachricht von Angela, die sie kurz vor ihrem Tod verschickte. Als es Rossi immer schlechter geht, rät ihr Kommissarin Ina Zimmermann, sich ein paar Tage freizunehmen, was Rossi ignoriert. Gastdarsteller: Hauke Diekamp als Ruben Sasse, Leon Blaschke als Hanno, Natalja Joselewitsch als Georgina Platten, Amanda Mincewicz als Angela Effner, Hanne Wolharn als Dr. Neuenfried |           |                           |                    |                    |                                             |           |            |
| 385 | 6         | Aus der Not               | 9. Okt. 2020       | Robert del Maestro | Eva Zahn, Volker A. Zahn                    | 4,36 Mio. | 407        |
| Alfred Krämer, ein 82-jähriger, pflegebedürftiger Mann, wird tot in seinem Bett gefunden. Verdächtig sind zunächst seine Frau Monika und sein Sohn Stefan, die sich in Lügen verstricken. Auch im Umfeld der Familie wird ermittelt. Nun rücken die Pflegedienst-Mitarbeiterin Jenny Seidel und Stefans Freundin Celina in den Fokus der Ermittlungen. Kommissar Jan Maybach hat währenddessen Stress mit seiner Mutter, die das Elternhaus verkaufen und in eine kleinere Wohnung ziehen will. Gastdarsteller: Petra Kelling als Monika Krämer, Lasse Myhr als Stefan Krämer, Henrike von Kuick als Celina Uhlig, Lukas Steltner als Timo, Luise Weiss als Jenny Seidel, Achim Wolff als Alfred Krämer, Lia Malou Schröder als Miriam Seidel |           |                           |                    |                    |                                             |           |            |
| 386 | 7         | Einmal um die ganze Welt  | 16. Okt. 2020      | Patrick Winczewski | Jeanet Pfitzer, Frank Koopmann, Roland Heep | 5,17 Mio. | 408        |
| Nancy Ostermann, eine junge Reisebloggerin, die seit fast einem Jahr das erste Mal wieder in Leipzig war, wird tot aufgefunden. Die Ermittler finden heraus, dass das Opfer einen Stalker hatte, der ihr bis nach Leipzig folgte. Allerdings ist auch ihre Freundin und Bloggerkollegin Lena Kaiser verdächtig, die einen heftigen Streit mit Nancy hatte. Währenddessen nähern sich Kommissarin Ina Zimmermann und Kim Nowaks Mutter Monja wieder an. Sie hatten viele Jahre Funkstille, da Ina Zimmermann vor vielen Jahren eine Affäre hatte mit dem Vater von Kim Nowak. Gastdarsteller: Sinja Dieks als Lena Kaiser, Martin Hemmer als Gabriel Holler, Eva Maria Jost als Hanna Ohm, Eva Löser als Nancy Ostermann, Marian Kindermann als Benjamin Mattern |           |                           |                    |                    |                                             |           |            |
| 387 | 8         | Vandalengold              | 23. Okt. 2020      | Franziska Jahn     | Jeanet Pfitzer, Frank Koopmann, Roland Heep | 5,28 Mio. | 409        |
| Auf einer Landstraße verunglückt tödlich ein Autofahrer, in dessen Kofferraum die Ermittler einen antiken, goldenen Armreif finden. Es besteht die Vermutung, dass es sich bei dem Unfall vielleicht um Raubmord handelt. Der Hobby-Archäologe Kevin Kalbitz, das Opfer, suchte zusammen mit seinem Freund Oswald Weigel rund um Leipzig nach historischen Funden. Haben die beiden einen Goldschatz ausgegraben und wer wusste alles davon? Kommissarin Kim Nowak nimmt Kontakt zu ihrem Vater auf und bittet ihn als Gutachter für den Armreif ins Büro. Doch das sorgt eher für Unruhe, gerade bei Chefin Ina Zimmermann. Gastdarsteller: Daniela Holtz als Mathilde Kalbitz, Roland Silbernagl als Oswald Weigel, Kristin Meyer als Ellen Hausmann, Andreas Schröders als Adrian Ziegler, Yorck Hoßfeld als Kevin |           |                           |                    |                    |                                             |           |            |
| 388 | 9         | Cold Case                 | 6. Nov. 2020       | Patrick Winczewski | Gabriel Merz, Michael Zeeh                  | 5,37 Mio. | 410        |
| Auf einem abgelegenen Industriegelände wird die 74-jährige Maria Gutmann erfroren aufgefunden. Die Ermittler vermuten dahinter Beschaffungskriminalität und verdächtigen den drogenabhängigen Obdachlosen Vincent, da er den Mantel des Opfers trägt. Doch dann stellt Prof. Rossi bei der Obduktion fest, dass das Opfer schon über acht Jahre tot sein muss. Somit beginnen die Ermittlungen wieder von vorn. Währenddessen versucht Kim Nowak ihrer Mutter zu erklären, dass nicht ihre Chefin Ina Zimmermann, sondern sie selbst den Kontakt zu ihrem Vater aufgenommen hat. Gastdarsteller: Christoph Grunert als Sebastian Gutmann, Bernd Michael Lade als Ralph Schneider, Liza Tzschirner als Kristin König, Jon Schnäcker als Vincent |           |                           |                    |                    |                                             |           |            |
| 389 | 10        | Vom Himmel gefallen       | 13. Nov. 2020      | Jörg Mielich       | Jeanet Pfitzer, Frank Koopmann, Roland Heep | 5,54 Mio. | 411        |
| Alina Ziegler wird tot auf einem Acker aufgefunden. Anscheinend ist die Fluglehrerin aus großer Höhe gefallen. Die Ermittler finden ihr Flugzeug ungesichert auf dem Vorfeld. Erste Nachforschungen ergeben, dass die Tote mit ihrer neuen Freundin nach Kanada auswandern wollte und dafür viel Geld benötigte. Als an ihren Händen Methamphetamin nachgewiesen wird, stellt sich die Vermutung, dass sie als Drogenkurier tätig gewesen sein könnte. Kommissarin Kim Nowak begegnet ihrem Vater, der sie zum Essen einlädt und behauptet, ihr immer wieder Briefe geschrieben zu haben. Da die Kommissarin allerdings nie Briefe erhalten hat, stellt sie daraufhin ihre Mutter zur Rede. Gastdarsteller: Christian Beermann als Friedrich Ruhland, Eric Bouwer als Leonard Schwabe, Nicole Gerdon als Valerie Schwabe, Nike Martens als Jessica Döring, Leonard Proxauf als Henning Orlow |           |                           |                    |                    |                                             |           |            |
| 390 | 11        | Dr. Anwar                 | 20. Nov. 2020      | Jörg Mielich       | Jeanet Pfitzer, Frank Koopmann, Roland Heep | 5,59 Mio. | 412        |
| Kommissarin Kim Nowak holt ihren Vater aus dem archäologischen Institut ab. Doch plötzlich richtet ein Mann eine Waffe auf ihren Vater. Die Situation kann entschärft werden, doch der Täter flüchtet. Durch die Ermittlungen erfahren die Kommissare, dass der unbekannte Mann im Irak als Kunsträuber inhaftiert war. Allerdings wird dieser nun tot aufgefunden, wodurch Kims Vater Hauptverdächtiger wird. Kim glaubt ihrem Vater, doch Chefin Ina Zimmermann hat das Gefühl, dass er lügt. Gastdarsteller: Tim Ehlert als Andreas Streberg, Holger Daemgen als Prof. Oliver Bergdorf, Sophie Lutz als Tanja Zakani, Aziz Dyab als Mehdi Zakani, Jan Hasenfuß als Peter Becker |           |                           |                    |                    |                                             |           |            |
| 391 | 12        | Der gefesselte König      | 27. Nov. 2020      | Jörg Mielich       | Constanze Knoche, Leis Bagdach              | 5,96 Mio. | 437        |
| Nach einem Schachturnier wird der Trainer Sven Severin gefesselt und tot aufgefunden. Der Tote bildete talentierten Nachwuchs aus und war bekannt als Schachlegende. Die Ermittlungen starten im Umfeld des Schachvereins. Dabei erfahren die Kommissare, dass die Methoden des Opfers bei den Schülern umstritten waren. Zudem finden sie heraus, dass auf dem Schachbrett am Tatort eine verschlüsselte Botschaft hinterlassen wurde. Laborant Lorenz Rettig entpuppt sich als großer Schachfan, der am Tatabend das Turnier besuchte. Er versucht, die verschlüsselte Nachricht zu lesen und somit den Täter zu überführen. Gastdarsteller: Elias Eisold als Roman Polatkin, Charlotte Krause als Theresa Marx, Alessandro Schuster als Clemens Rohde, Ursula Renneke als Nike Rohde, Andreas Hofer als Sven Severin, Laina Schwarz als Ronja Beck |           |                           |                    |                    |                                             |           |            |
| 392 | 13        | Druck                     | 4. Dez. 2020       | Patrick Winczewski | Markus Staender                             | 5,65 Mio. | 440        |
| Auf einer Brücke wird die Leiche von Yannik Gerath aufgefunden, der 17-jährige wurde erstochen. Es stellt sich heraus, dass das Opfer in den sozialen Netzwerken gemobbt wurde wegen seiner Homosexualität. Außerdem finden die Ermittler heraus, dass Yannik an einer umstrittenen Konversionstherapie teilnahm, mit dem Ziel, seine Homosexualität zu unterdrücken. Doch Psychotherapeut Dr. Nicholas Herwitt sieht bei sich keine Schuld, da sich Yannik freiwillig helfen lassen wollte. Philipp Uhlig, der Ex-Freund des Opfers, kann nicht verstehen, warum Yannik ihre Liebe verleugnete. Staatsanwalt Binz geht der Fall besonders nah. Er sorgt sich außerdem um seine Tochter Awa. Sie muss sich rechtfertigen, dass sie zwei Väter hat. Gastdarsteller: Paul Michael Stiehler als Yannik Gerath, Greta Galisch de Palma als Alexandra Gerath, Christian Schmidt als Patrick Gerath, Dennis Herrmann als Dr. Nicholas Herwitt, Felix Mayr als Philipp Uhlig, Julius Forster als Jens, Blessing Nwajide als Awa, Nina Wolf als Frau Herwitt |           |                           |                    |                    |                                             |           |            |
| 393 | 14        | Tod im Angebot            | 11. Dez. 2020      | Franziska Jahn     | Jeanet Pfitzer, Frank Koopmann, Roland Heep | 5,59 Mio. | 442        |
| Kurz nachdem Mike Zacharias, Filialleiter eines Getränkemarktes, aus einer Flasche Kirsch-Cola getrunken hat, bricht dieser tot zusammen. Die Todesursache des Filialleiters ist eine Cyanidvergiftung. Doch keiner der Angestellten ahnt, wer hinter der Vergiftung stecken könnte, weder Stellvertreter Timo Schwarzkopf noch Kassiererin Aurelle Glöckner. Durch Saskia Zacharias, die Ehefrau des Opfers, erfahren die Ermittler, dass der Getränkemarkt seit längerem Zeitraum erpresst wurde. Daraufhin gelingt es den Kommissaren, den Erpresser Emil Taylor ausfindig zu machen. Dieser streitet den Mord ab und versichert, nur harmlose Augentropfen in Getränkeflaschen gemischt zu haben. Gastdarsteller: Julischka Eichel als Saskia Zacharias, Alexander Gamnitzer als Mike Zacharias, Timo Jacobs als Timo Schwarzkopf, Ricarda Seifried als Aurelle Glöckner, Michael Fritz Schumacher als Emil Taylor |           |                           |                    |                    |                                             |           |            |
| 394 | 15        | Rotkäppchen               | 8. Jan. 2021       | Herwig Fischer     | Markus Hoffmann, Uwe Kossmann               | 5,30 Mio. | 422        |
| Auf dem Heimweg steigt eine unbekannte Frau mit rotem Kapuzenpulli zu Kommissar Jan Maybach ins Auto. Sie bittet ihn, schnell loszufahren und verlässt ein paar Straßen weiter wieder das Auto. Kurz darauf werden die Ermittler zu einem Mordfall in einem Spätkauf gerufen, bei dem Zeugen von einer Frau mit rotem Kapuzenpulli berichten, die nach dem Mord aus dem Laden geflohen ist. Bei Jan Maybach klingeln die Alarmglocken: Hat er einer Mörderin zur Flucht verholfen? Wenig später kann die unbekannte Frau identifiziert werden. Außerdem stellen die Ermittler einen Zusammenhang zwischen dem Opfer und einem Drogenkartell fest. Jan Maybach ermittelt verdeckt und gibt sich als potenzieller Kunde aus. Dabei trifft er auch wieder auf Juli Segers, die unbekannte Frau, doch diese scheint ihn nicht wiederzuerkennen. Gastdarsteller: Kim Riedle als Juliane „Juli“ Segers, Ute Lubosch als Else Masulski, Anton Andreew als Mirko Nemecz, Jonas Hartmann als Jonas Prümm, Karl Alexander Seidel als Johnny Masulski |           |                           |                    |                    |                                             |           |            |
| 395 | 16        | Die Mörder meiner Tochter | 15. Jan. 2021      | Herwig Fischer     | Markus Hoffmann, Uwe Kossmann               | 5,33 Mio. | 423        |
| Auf offener Straße wird die Politesse Susanne Kramer überwältigt und entführt. Zunächst fehlt von ihr jede Spur, doch wenig später meldet sich der Entführer in einer Livesendung eines Podcasts von Juli Segers. Dabei wird klar, dass es sich bei der Entführung vermutlich um einen Racheakt handelt und der Ehemann der entführten Politesse in Angst versetzt werden sollte. Am nächsten Tag wird die Entführte wieder freigelassen, allerdings verschärft sich die Situation, als sich der Entführer wieder bei Juli Segers meldet und weitere Taten ankündigt. Diesmal sitzt Jan Maybach bei ihr und sie erfahren, dass es bei dem Racheakt um die tödlich verunglückte Tochter des Täters geht und dieser die Verantwortlichen zur Rechenschaft ziehen will. Schließlich spitzt sich die Lage zu, als nun auch Juli Segers und die Ermittler ins Visier des Täters geraten. Gastdarsteller: Kim Riedle als Juliane „Juli“ Segers, Anian Zollner als Hartmut Giesing, Martin Geuer als Michael Kramer, Julia Becker als Susanne Maria Kramer, Ben Bela Böhm als Dr. Schöner, Jonathan Elias Weiske als Daniel Behrens, Cornelia Heyse als Ilse Lambrecht |           |                           |                    |                    |                                             |           |            |
| 396 | 17        | Entrissen                 | 29. Jan. 2021      | Patrick Winczewski | Marco Girnth                                | 5,70 Mio. | 424        |
| Die Ermittler finden den 30-jährigen Maik Jansen, der vom Balkon seiner Wohnung gestoßen wurde, tot auf. Das Opfer hat mit einer Spenderniere gelebt, was sich bei der Obduktion herausstellt. Diese kann er allerdings nicht auf legalem Weg bekommen haben, womit der Verdacht auf einen Täter aus dem Milieu eines kriminellen Organhändlerringes fällt. Allerdings decken die Eltern des Opfers, Gerda und Werner Jansen, den Arzt. Außerdem gibt es eine Verbindung zu dem sterbenskranken Millionär Jürgen Deckstein. Währenddessen stellen die Ermittler ein merkwürdiges Verhalten bei Kollege Jan Maybach fest. Dieser bringt sich mit Sport ans Limit, weshalb sich Kollegin Kim Nowak mit ihm zum Laufen verabredet, um mehr zu erfahren. Gastdarsteller: Michael Gerber als Werner Jansen, Christine Schmidt-Schaller als Gerda Jansen, Anja Taschenberg als Lisa Möller, Enno Hesse als Roland Möller, Daniel Friedrich als Jürgen Deckstein, Matthias Freihof als Dr. Reiner Wolf, Johannes Franke als Maik Jansen |           |                           |                    |                    |                                             |           |            |
| 397 | 18        | Verschüttet               | 5. Feb. 2021       | Patrick Winczewski | Markus Hoffmann, Uwe Kossmann               | 4,75 Mio. | 425        |
| Kommissarin Kim Nowak wird Zeugin einer Auseinandersetzung zwischen zwei Männern, bei der einer mit einem Messer im Bauch zusammensackt. Der andere flieht, doch Kim Nowak verfolgt ihn bis in eine Bauruine. Als sie ihn dort stellen will, bricht der Boden zusammen und die beiden werden verschüttet. Befreiungsversuche bleiben erfolglos, auch die Versuche der Ermittler, ihre Kollegin ausfindig zu machen, schlagen fehl. Zudem steht Kommissar Jan Maybach zunehmend unter Anspannung. Als er bei einer gemeinsamen Besprechung ausflippt, stellt ihn Chefin Ina Zimmermann zur Rede. Gastdarsteller: Ivan Georgiev als Petko Nedelev, Tom Keune als Stefan Kaspari, Bogdan Alexandru Pirnau als Leon Barris, Kolja Rashed als Junge 1, Jerry James Wiest als Junge 2 |           |                           |                    |                    |                                             |           |            |
| 398 | 19        | Die letzte Rate           | 12. Feb. 2021      | Patrick Winczewski | Gabriel Merz, Michael Zeeh                  | 5,50 Mio. | 426        |
| Auf einem Parkplatz wird der Gerichtsvollzieher Kevin Neumann tot aufgefunden. Zunächst vermuten die Ermittler einen Raubmord hinter der Tat. Als sie weiter im Milieu von Schuldnern und Gläubigern ermitteln, rückt der gewaltbereite Klient Wolf Ribka in den Fokus, doch auch die Geliebte des Opfers ist unter den Verdächtigen. Kommissar Jan Maybach fällt bei seinen Kollegen weiterhin durch sein aggressives Verhalten auf. Gastdarsteller: Steffen Münster als Armin Keil, Bettina Burchard als Tamara Nebel, Peer-Uwe Teska als Wolf Ribka, Esther Agricola als Emelie Neumann, Christoph Mory als Kevin Neumann |           |                           |                    |                    |                                             |           |            |
| 399 | 20        | Kampf ums Paradies        | 19. Feb. 2021      | Patrick Winczewski | Lion H. Lau                                 | 5,73 Mio. | 427        |
| Im Karl-Heine-Kanal treibt die Leiche von Johannes Ehrenberg, wodurch die Ermittler in politische Lager zweier Extreme von Leipzig geführt werden. Zum einen steht die identitäre Bewegung „Colonia Germania“ unter Verdacht, da das Opfer bei einem Aussteiger-Programm gesehen wurde. Allerdings ist auch die linke Gruppierung „Aufstand“ verdächtig, mit der auch schon sein Bruder Nick aneinandergeraten ist. Gastdarsteller: Jonas Minthe als Mika Sommer, Gerrit Klein als Nick Ehrenberg, Anna Schimrigk als Tonja Wieczorek, Mathias Herrmann als Adam Ehrenberg, Ole Eisfeld als Matthias König, Andreas Warmbrunn als Johannes Ehrenberg, Elisa Ueberschär als Binta Ossori, Laura Maria Heid als Sonja Pham |           |                           |                    |                    |                                             |           |            |
| 400 | 21        | Dunkle Triade             | 26. Feb. 2021      | Robert del Maestro | Markus Hoffmann, Uwe Kossmann               | 5,62 Mio. | 428        |
| Nachdem der Geschäftsmann Balthasar Blomberg und sein Sohn Moritz spurlos verschwunden sind, wird eine Entführung vermutet. Allerdings taucht Moritz kurze Zeit später wieder auf, kann sich jedoch an nichts erinnern. Bei den Ermittlungen werden weitere Details über den Entführten offenbar, wodurch Blombergs Verschwinden in einem anderen Licht erscheint. Währenddessen gerät Kommissar Jan Maybach immer tiefer in eine Krise und es kommt zu einem Konflikt mit Kollegin Kim Nowak. Gastdarsteller: Louis Held als Moritz Blomberg, Susanne Hoss als Magdalena Blomberg, Udo Schenk als Balthasar Blomberg, Dirk Martens als Kevin Zislow, Malik Blumenthal als Krishan |           |                           |                    |                    |                                             |           |            |
| 401 | 22        | Tod auf der Seidenstraße  | 5. März 2021       | Robert del Maestro | Jeanet Pfitzer, Frank Koopmann, Roland Heep | 5,20 Mio. | 429        |
| Auf einem Güterbahnhof wird die Leiche von Oskar Trindel, Geschäftsführer einer internationalen Logistikfirma, aufgefunden. Der Tote wollte zusammen mit seinem Bruder Hugo und einem chinesischen Geschäftspartner ein millionenschweres Handelszentrum aufbauen in Leipzig. Allerdings gab es für das Projekt von Beginn an Gegenwind in Wirtschaft und Politik. Doch kurz vor der Aufklärung des Falles begeht Kommissar Jan Maybach einen fatalen Fehler, wodurch seine Tochter Lotte auf den Mörder trifft. Gastdarsteller: Jan Messutat als Hugo Trindel, Yun Huang als Ai Chen, Anne Weinknecht als Gudrun Bohne, Emma Externbrink als Aleshka Bohne, Jean-Luc Caputo als Liam Bohne |           |                           |                    |                    |                                             |           |            |